# Villa dei Vescovi
Villa dei Vescovi è una villa veneta situata in località Luvigliano, frazione di Torreglia (Padova).
La costruzione risale al Rinascimento e si ispira ad una domus romana. Si può considerarla il primo esempio del nuovo gusto per la riscoperta classicità romana nell'entroterra della Serenissima. La villa custodisce uno straordinario esempio di decorazione ad affresco ispirata all'arte romana antica nel Veneto precedente all'innovazione imposta da Paolo Veronese.
È stata dichiarata monumento nazionale ed è di proprietà del FAI (Fondo Ambiente Italiano) dal 2005. La villa e il parco sottostante sono aperti al pubblico in giorni e orari determinati. Vi è un servizio di visite guidate, di caffetteria e, su richiesta, è possibile organizzarvi eventi. Grazie alla ristrutturazione dell'ultimo piano è possibile anche risiedervi, su prenotazione.

## Storia
La prima costruzione che si ergeva sul colle, ove oggi è la villa, era probabilmente una chiesetta medievale, dedicata a san Martino. La chiesa fu poi spostata più in alto, per far posto a una casa per i prelati,  presumibilmente sul finire del Quattrocento, per volere del vescovo Jacopo Zeno, su progetto di Bartolomeo Bon, presso il monte Solone, come luogo di riposo e soggiorno estivo per i vescovi padovani.
Il primo edificio venne in seguito ampliato nel 1501 per volontà del vescovo Pietro Barozzi e modificato tra il 1529 e il 1543 per volere del cardinale Francesco Pisani. Un imponente progetto di domus alla romana a forma quadrata con impluvium centrale.
La direzione dei lavori e la riorganizzazione dell'intero fondo agricolo furono affidate dal cardinale all'amministratore della mensa vescovile Alvise Cornaro, il quale si servì dell'aiuto dell'architetto veronese Giovanni Maria Falconetto.
Alla morte di quest'ultimo, avvenuta nel 1535, i lavori furono condotti da Andrea da Valle, suo allievo; è quindi ipotizzabile che la villa sia stata ideata dal primo ma materialmente realizzata dal secondo architetto.
È quasi certo un intervento di Giulio Romano, cui Pisani scrive in due occasioni nell'estate del 1542: è opinione del Beltramini che a lui si deva l'ideazione del bugnato che caratterizza il piano terreno della villa. Giulio Romano decise anche di coprire il lato sud della loggia superiore, per rendere più grande e fresco l'ambiente interno al piano nobile. 
La realizzazione degli stucchi, sempre su disegno di Andrea da Valle, fu intrapresa nel 1542, mentre gli affreschi vennero affidati, sul finire del 1543, al pittore fiammingo Lambert Sustris. Il Sustris si occupò dell'ideazione complessiva dell'impianto decorativo e dell'esecuzione della maggior parte delle pitture; in base ad evidenze documentali vi furono contributi anche da parte di Gualtiero Dall'Arzere detto "Il Padovano".
In questo ritiro, Francesco Pisani riunì un cenacolo intellettuale frequentato da importanti letterati, musicisti e umanisti del tempo, come Angelo Beolco detto il Ruzante, amico di Alvise Cornaro. Gli ospiti si riunivano nel piano nobile, salendo le scale interne o esterne, mentre il piano terra era riservato alla servitù e ai locali di servizio.
L'ingresso originale era sul lato sud, dove il pendio è più dolce. Solo più tardi, tra il 1562-65, vennero realizzati, sempre su disegno di Andrea da Valle, la recinzione e i tre portali d'ingresso con la corte sul lato ovest, presso le scuderie.
Nella seconda metà del Settecento fu modificata la distribuzione degli spazi interni del piano nobile: fu chiuso l'impluvium e la corte interna, furono create quattro stanze laterali con un salone centrale secondo la classica planimetria delle più tarde ville venete.
Il complesso rimase proprietà dei vescovi patavini fino al 1962 quando venne messo in vendita. Durante la seconda guerra mondiale venne occupata dai tedeschi e fu usata per i ritiri spirituali dei giovani. Vittorio e Giuliana Olcese comperarono la proprietà e la restaurarono per usarla come residenza estiva. Vennero ripristinate le strutture edilizie originarie e gli affreschi cinquecenteschi, coperti da vari strati di intonaco, riportati alla luce.
Dopo il Concilio di Trento, si ritenne che le figure di nudi non erano più consone all'abitazione di un prelato e furono parzialmente coperte da panneggi. Nel 1630, l'anno della grande peste manzoniana, le pareti vennero coperti per ragioni igieniche con calce. Con la metà del XVIII secolo gli ambienti vennero ulteriormente modificati secondo il gusto del tempo aggiungendo una decorazione a finti stucchi. La decorazione originale fu riscoperta solo nel 1966 da Alessandro Ballarin e restaurata da Clauco Benito Tiozzo.
Nel 2005, per espressa volontà del defunto Vittorio Olcese, la famiglia ha donato l'intero complesso e gli arredi al Fondo Ambiente Italiano, che ha promosso un nuovo restauro degli ambienti.
La villa è aperta al pubblico dal 23 giugno 2011.

## Architettura
La villa poggia su un terrazzamento in sommità del colle, con scalinate sostenute da arcate inserite nel declivio. Fanno parte del complesso un parco recintato con uliveto e vigneto, edifici rustici e quella che, un tempo, era l'abitazione del gastaldo con le scuderie.  Quattro portali monumentali interrompono il perimetro del parco. Nei locali delle ex scuderie è oggi aperta un'enoteca; di fianco vi è il book shop e la biglietteria, da cui si accede alla villa. Nell'edificio centrale, tra le decorazioni esterne (mascheroni, rosette, bucrani), spicca lo stemma con leone rampante del committente cardinale Francesco Pisani.

## Decorazione
Le stanze del piano terreno sono prive di decorazioni. Al centro è esposto un pozzo in pietra, ricordo dell'antico impluvium.
Le stanze del piano nobile hanno pavimenti alla veneziana ed erano un tempo interamente affrescate con paesaggi, scene e figure mitologiche. Nelle logge, invece, finti archi, adornati di pergole e tralci di vite, si aprivano su paesaggi immaginari. Tutto è opera di un fiammingo, Lambert Sustris, rinomato pittore di paesaggi, nato ad Amsterdam tra il 1510 e il 1515, ma attivo fin da giovanissimo a Roma, da dove giunge nel 1541 a Padova da Venezia, dove aveva probabilmente frequentato la bottega di Tiziano. 
Il ciclo risente evidentemente delle teorie di Alvise Cornaro, legate a miti e modelli del mondo classico, già applicate in altre opere da lui sponsorizzate, come l'Odeo padovano.Nessuna delle opere conservatesi pare però riferibile a Gualtiero Padovano.

### Salone delle Figure all'antica

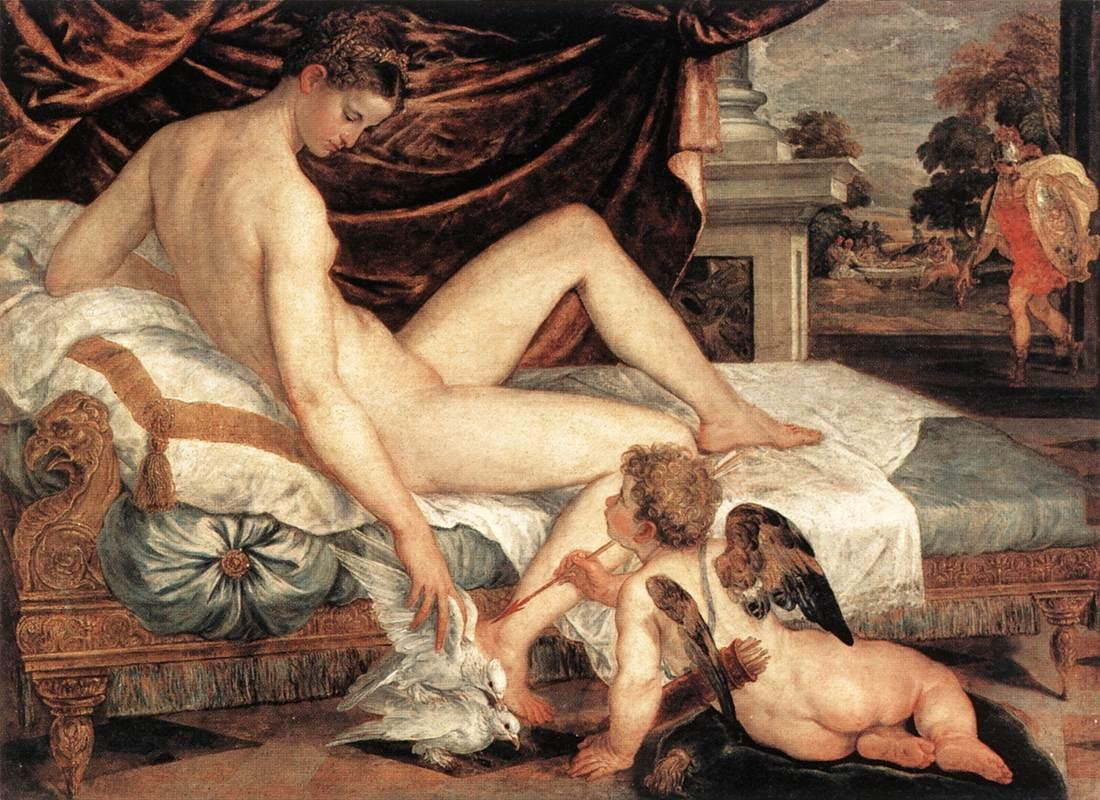
Venere e Cupido, Louvre.

Questa sala, rivolta verso sud e con accesso diretto dal cortile, ha mantenuto la cubatura originaria e gli affreschi del Sustris.
Essendo l'ambiente più ampio del piano nobile, doveva avere una funzione di sala di rappresentanza, cui ben si addice la decorazione, ricca di suggestioni romane e antichizzanti.
Le pareti sono scandite da lesene corinzie di finto marmo che, erette su un basso zoccolo, inquadrano alternativamente edicole e nicchie. Le prime, adornate da tendaggi di colore verde e purpureo, ospitano figure maschili e femminili abbigliate all'antica (forse eroi ed eroine o imperatrici e imperatori) colte sedute in vari atteggiamenti. Le seconde custodiscono finte statue marmoree (forse di divinità).
Nel registro superiore, in corrispondenza delle lesene, finte erme monocrome (tra le quali si riconoscono Nettuno, Plutone e Bacco) incorniciano trofei di armi e di vasi (sopra le nicchie) e paesaggi con figure mitologiche (sopra le figure).
Oltre ad episodi del mito come il Ratto di Proserpina e Arianna abbandonata nell'isola di Nasso, compare una scena di naumachia e alcune divinità (Cerere, Diana cacciatrice, Bacco fanciullo sull'asino) inserite in paesaggi, campestri o marini, con rovine e piccole figure.
Un bel nudo femminile anticipa opere successive del pittore, quali le Veneri di Amsterdam e del Louvre.
Questa scansione della superficie era un motivo inedito nel Veneto. Ballarin ne indica la fonte nell'ambiente romano, ed in particolare nell'opera di Raffaello in Vaticano (il basamento della Stanza dell'Incendio di Borgo e i baldacchini di quella di Costantino), e nelle testimonianze lasciate a Mantova a Palazzo Te da Giulio Romano, e nella Villa del Principe di Genova da Perin del Vaga.
Alcune porzioni di affresco sono andate perdute a seguito dell'apertura di una porta sul lato est e per lo spostamento di quella che originariamente immetteva nell'attigua Stanza del putto.

### Stanza del Putto
La stanza è disposta all'angolo sud-ovest ed è arredata come stanza da letto. Sulle pareti appaiono paesaggi con orizzonti marini e campagne punteggiate di antiche rovine, casolari e piccole figure in una semplice incorniciatura architettonica (pilastri poggianti su un basso zoccolo e sormontati da un fregio a triglifi), eguale a quella vera della finestra che si apre sui Colli Euganei.
Il nome della stanza deriva dal putto in primo piano, intento a mangiare dell'uva, seduto sul finto zoccolo, a fianco ad un'urna metallica. Sulla parete opposta è raffigurato il mito di Apollo e Dafne, nel momento in cui la ninfa, raggiunta dal dio, si muta in alloro.
La decorazione di questo ambiente, ispirata a quella illusionistica delle domus romane, ha subito gravi danni a seguito dei lavori della metà del Settecento: una parete è stata infatti arretrata in corrispondenza di una porta tamponata, per far spazio al vano della nuova scala.

### Sala da pranzo e altre stanze
L'attuale sala da pranzo, è arredata con un tavolo e delle sedie;  simmetrica a quella delle Figure all'antica, era originariamente divisa in due diversi ambienti.
Nella parte più interna della sala, finte aperture ospitano paesaggi costellati di antichi ruderi. In primo piano sono raffigurati due miti classici: il poeta Orfeo intento a suonare la sua lira con la sua compagna Euridice (della figura femminile resta solo il piede) e, sul lato opposto, Apollo scortica Marsia, il satiro che osò sfidare il dio in un agone musicale.
Dati i soggetti delle pitture si ipotizza che questo luogo fosse destinato alle arti apollinee: lettura, poesia e musica.
La parte rivolta verso il lato nord esterno è invece decorata da scansioni geometriche che contengono alternativamente cornici con motivi vegetali stilizzati, piccoli paesaggi, tondi figurati su fondo bianco e finti bassorilievi monocromi.
Questa scansione richiama schemi decorativi di Pompei  e della Domus Aurea, principale fonte di ispirazione per gli allievi di Raffaello e Giulio Romano.
Sempre alla decorazione del palazzo di Nerone sono desunti il fregio bianco a grottesche, con festoni vegetali trattenuti da erme maschili e femminili, aironi, pappagalli, bracieri, canestri e clipei, nei due ambienti del lato orientale. 
Da questi si accede a nord-est dopo uno studiolo, alla stanza d'angolo, che forse era un tempo la stanza da letto del vescovo, che è munita di un importante letto antico a colonne, di un inginocchiatoio e di un camino. La stanza è decorata da una finta tappezzeria (in gran parte ridipinta) e un fregio superiore con mascheroni.
Nella villa è presente anche una sala con un grande camino e un eclettico "bagno", non originale, ma creato per l'utilità degli ultimi proprietari con pezzi di recupero e d'antiquariato. Una scala a chiocciola porta alle stanze della mansarda, che non sono accessibili al pubblico.

### Logge
La grandiosa loggia superiore è l'elemento caratterizzante dell'intera villa. La loggia nel progetto originale doveva correre senza interruzioni sui quattro lati, per permettere agli ospiti la "deambulatio" o passeggiata rigenerante. Restano ad oggi solo due porzioni di questa loggia, rispettivamente, sul lato ad est, da dove si ammira il paesaggio della pianura verso Montegrotto Terme e Padova e il lato ad ovest, che guarda verso i colli Euganei. Entrambe le logge sono state affrescate dal pittore Lambert Sustris e da aiuti, ad est con paesaggi e putti "a grottesca" che reggono fiere e grappoli d'uva e ad ovest con putti tra graticci e finte statue romane nei pilastri. Nelle logge sono disposte delle poltrone e dei divani a disposizione degli ospiti.